# Sielsowiet Krzywlany
Sielsowiet Krzywlany (biał. Крыўлянскі сельсавет, Kryulanski sielsawiet; ros. Кривлянский сельсовет) – sielsowiet na Białorusi, w obwodzie brzeskim, w rejonie żabineckim, z siedzibą w Krzywlanach.

## Demografia
Według spisu z 2009 sielsowiet Krzywlany zamieszkiwało 1362 osób, w tym 1191 Białorusinów (87,44%), 111 Ukraińców (8,15%), 44 Rosjan (3,23%), 8 Polaków (0,59%), 7 osób innych narodowości i 1 osoba, która nie podała żadnej narodowości.
1 stycznia 2023 sielsowiet Krzywlany zamieszkiwało 1471 osób, mieszkających w 692 gospodarstwach domowych. Największymi miejscowościami są Maciejewicze (344 mieszkańców), Krzywlany (295 mieszkańców) i Wieżki (152 mieszkańców). Liczba mieszkańców każdej z pozostałych wsi nie przekracza 90 osób.

## Geografia i transport
Sielsowiet położony jest w północnowschodniej części rejonu żabineckiego. Od południowego zachodu graniczy z Żabinką.
Przez sielsowiet przebiegają linie kolejowe Moskwa – Brześć i Łuniniec – Żabinka oraz drogowa obwodnica Żabinki.

## Historia
11 maja 2012 do sielsowietu Krzywlany przyłączono 8 z 13 miejscowości z likwidowanego sielsowietu Jakowczyce.

## Miejscowości
- agromiasteczka:
  - Krzywlany
  - Maciejewicze
- wsie:

| - - Bagny - Balewszczyzna - Bojary - Burdziły - Chańki - Głębokie - Horełki - Hrycewicze - Kordy - Małe Jakowczyce - Matiasy | - - Możejki - Nowy Dwór - Ogrodniki - Siechnowicze Wielkie - Siemionowce - Stołpy - Szedzie - Świszcze - Wandalin - Wieżki |

- chutor:
  - Korzeniewo